# Smolniki (Niedamowo)
Smolniki (kaszb. Smólniczi, niem. Theerofen, dawniej Smolniki) – część wsi Niedamowo w Polsce, położona w województwie pomorskim, w powiecie kościerskim, w gminie Kościerzyna, na wschodnim krańcu Pojezierza Kaszubskiego. Wchodzi w skład sołectwa Niedamowo.
W latach 1975–1998 Smolniki administracyjnie należały do województwa gdańskiego